# Faro (Peranzanes)
Faro es una localidad del municipio de Peranzanes, en la provincia de León, en la Comunidad Autónoma de Castilla y León (España).

## Evolución demográfica
| 2000 | 2001 | 2002 | 2003 | 2004 | 2005 | 2006 | 2007 | 2008 | 2009 | 2010 | 2011 |
| 20   | 16   | 15   | 16   | 15   | 14   | 16   | 18   | 18   | 18   | 21   | 23   |